# Fagopyrum crispatifolium
Fagopyrum crispatifolium är en slideväxtart som beskrevs av J.L.Liu. Fagopyrum crispatifolium ingår i släktet boveten, och familjen slideväxter. Inga underarter finns listade i Catalogue of Life.